# Ruta 1 (Bolívia)
A Ruta 1 é uma rodovia de 1215 km na Bolívia, que percorre o país de norte a sul, entre as localidades de Desaguadero na divisa com o Peru e Bermejo, no limite com a Argentina. Esta rodovia foi incluída na Rede Viaria Fundamental pelo Decreto Supremo 25.134 de 31 de agosto de 1998.
Percorre os departamentos de La Paz, Oruro, Potosí, Chuquisaca.
Em território argentino a rodovia continua como Ruta Nacional 50.

## Cidades
Departamento de La Paz
- km 0: Desaguadero
- km 24: Guaqui
- km 95: La Paz
- km 193: Patacamaya - entroncamento com o trecho oeste da Ruta 4
- km 214: Sicasica
- km 220: Lauchaca

Departamento de Oruro
- km 283: Caracollo - entroncamento com o trecho leste da Ruta 4
- km 324: Oruro
- km 354: Machacamarca
- km 377: Poopó
- km 404: Pazña
- km 440: Challapata

Departamento de Potosí
- km 643: Potosí

Departamento de Chuquisaca
- km 826: Camargo

Departamento de Tarija
- km 1.005: Tarija
- km 1.215: Bermejo